# Dryvjaty
Dryvjaty (ryska: Ozero Dryvyaty, Ozero Drivyaty, vitryska: Возера Дрывяты, Дрывяты, ryska: Озеро Дривяты, Дривяты) är en sjö i Belarus.   Den ligger i distriktet Braslaŭskі Rajon och voblasten Vitsebsks voblast, i den norra delen av landet, 190 km norr om huvudstaden Minsk. Dryvjaty ligger 127 meter över havet. Arean är 34 kvadratkilometer. Den sträcker sig 7,3 kilometer i nord-sydlig riktning, och 9,6 kilometer i öst-västlig riktning.
Följande samhällen ligger vid Dryvjaty:
- Braslaŭ (12 378 invånare)

I omgivningarna runt Dryvjaty växer i huvudsak blandskog. Runt Dryvjaty är det glesbefolkat, med 16 invånare per kvadratkilometer.